# Rue Angélique-Compoint
La rue Angélique-Compoint est une voie du 18e arrondissement de Paris, en France.

## Situation et accès
La rue Angélique-Compoint est une voie située dans le 18e arrondissement de Paris. Elle débute au 6, passage Saint-Jules et se termine au 113, boulevard Ney.

## Origine du nom

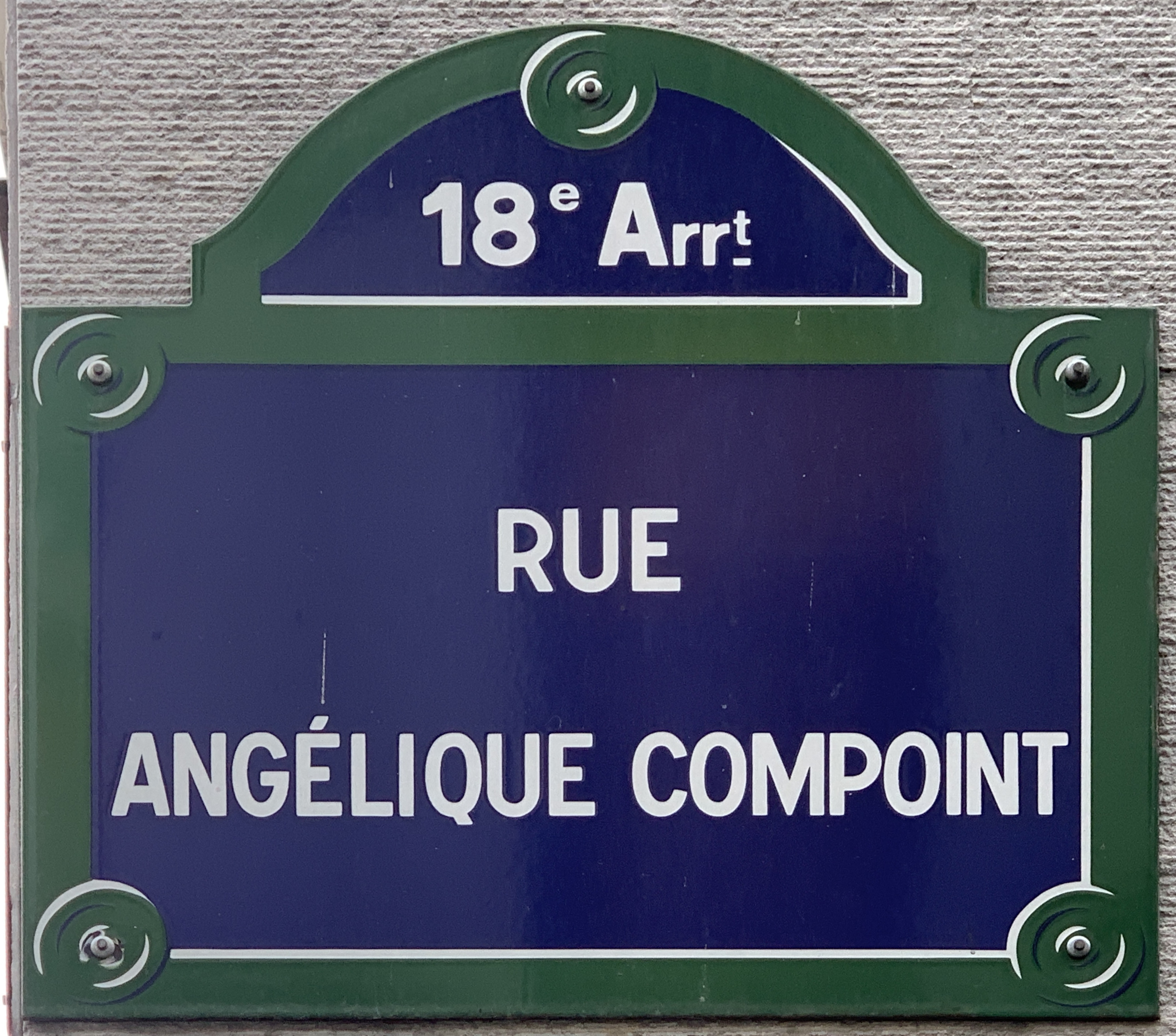
Plaque de la rue.

La rue Angélique-Compoint doit son nom à Jeanne Angélique Compoint (1826-1907). Fille du cultivateur Jean Pierre Vincent Compoint (1800-1871), elle naît à Montmartre et grandit au no 3, rue Norvins. Elle s'unit à une famille de cultivateurs-maraichers, les Deligny de Clichy. Sous la pression immobilière de Paris qui s'agrandit, ne laissant plus beaucoup d'espace à l'agriculture, elle s'installe avec sa famille à Dugny puis à la ferme de Bourbeaudoin à Nesles-la-Gilberde, en Seine-et-Marne. Retraitée, elle retourne vivre à Paris, notamment rue Cardinet, rue du Havre, et finit ses jours rue de Berlin, aujourd'hui rue de Liège.
Cette famille a donné son nom à plusieurs rues à Paris : la rue Vincent-Compoint, la villa Compoint, l'impasse Deligny et peut-être la rue Saint-Vincent d'après le Dictionnaire historique des rues de Paris de Jacques Hillairet, et à Saint-Ouen : l'impasse Compoint.

## Historique
Cette voie est ouverte à la circulation publique par un arrêté du 23 juin 1959. Une partie du sol a été acquise par la ville de Paris.
La rue est réaménagée lors des opérations de la ZAC Moskowa.